# Matematicismo
El matematicismo constituye cualquier opinión, punto de vista, escuela filosófica o filosofía que enuncia que todo puede ser descrito/definido/modelado en última instancia por matemáticas, o bien  que el universo y la realidad (tanto material como mental/espiritual) son fundamentalmente/completamente/únicamente matemáticos, i.e. 'todo es matemática ' incluyendo las ideas de lógica, razón, mente, y espíritu.

## Visión general
El matematicismo es una forma de racionalismo idealista o  monismo mental/espiritual.  La idea empezó en occidente con Grecia antigua con los Pitagóricos y continuo con otras escuelas de pensamiento racionalistas idealistas tal como el Platonismo. El término 'matematicismo' tiene significados adicionales entre los filósofos cartesianos idealistas y los matemáticos, tales como describir la capacidad y el proceso para poder estudiar realidad matemáticamente.
El matematicismo  incluye (pero no se limita a) a lo siguiente (en orden cronológico):
- Pitagorismo (Pitágoras enunció 'Todas las cosas son números ,' 'Los números rigen todo')
- Platonismo (parafrasea el matematicismo de Pitágoras)
- Neopitagorismo
- Neoplatonismo (llevó la lógica matemática aristotélica al Platonismo)
- Cartesianismo (René Descartes aplicó el razonamiento matemático a la filosofía)[3]
- Leibnizianism (el Dr. Gottfried Leibniz era matemático)
- Alain Badiou
- El físico Dr. Max Tegmark con su hipótesis de universo matemático (HUM) descripta como Pitagorismo–Platonismo
- 'Matemática filosófica' sistemas descriptos por varios autores, como el proyecto de Tim Maudlin  que apunta aconstruir 'una estructura matemática rigurosa utilizando términos primitivos que brinden un ajuste natural con la física' e investigando 'por qué las matemáticas tendrían que proporcionar un lenguaje tan potente para describir el mundo físico.'[4] Según Maudlin, 'la respuesta más satisfactoria posible a tal cuestión es: Porque el mundo físico posee literalmente una estructura matemática.'
- Mike Hockney  & Dr. Thomas Stark, con su teoría de la realidad matemática neopitagórica-neoplatonista-Leibniziana (filosófica/matemática ontológica) (varios autores utilizan el término ‘matemática ontológica.'[5])
- Ontological Mathematics: The Science of the Future (2019) de Morgue.